# Монастырь Святого Георгия (Прага)
Монастырь Святого Георгия (чеш. Klášter svatého Jiří) — бывший женский монастырь бенедиктинок на территории Пражского Града.
Примерно в 920 году чешский князь Вратислав I основал базилику Святого Георгия — вторую церковь в этом месте. В 925 году, при князе Вацлаве Святом, церковь была освящена по случаю перенесения сюда из Тетина останков его бабушки святой Людмилы.
В 973 году сестра князя Болеслава II Млада предприняла дипломатическую поездку в Рим, где получила согласие папы на учреждение Пражского епископства и основание первого в Чехии женского бенедиктинского монастыря при базилике Святого Георгия. Вернувшись из Рима в 976 году Млада, принявшая имя Мария, стала первой аббатисой нового монастыря. Основателем же считался её брат князь Болеслав II Благочестивый.
С 1200 года аббатисой была Агнесса Чешская (дочь короля Чехии Владислава II).

## История

### Появление базилики Святого Георгия
Первоначальный собор св. Георгия основал князь Вратислав I, перед своей смертью в 921 году. Строительство закончил князь Вацлав, который в 925 году велел похоронить в нём свою бабушку Людмилу, и по этому случаю храм был освящён. Базилика занимала важное положение в период начавшейся христианизации Богемии. Основанная здесь коллегия священников являлась церковным центром страны до основания пражского епископства. Коллегиат продолжал существовать и после основания монастыря. В его обязанности входило священнодействие в монастыре и празднование богослужения для монахинь и других верующих, причем основное внимание уделялось мессам по усопшим.

### Основание монастыря
Годом основания монастыря считается 976 год. Остается неясным, почему самым старым чешским монастырем был женский конвент, а также то, каким был состав первичного конвента, который прибыл в чешские земли из Рима.
В конце X века у северной стороны базилики было возведено первое монастырское здание, и храм отныне служил монастырской церковью. Первоначальное трехнефное сооружение было дополнено западным хором, устроены трибуны для монахинь и склеп. Монастырь в начальном периоде также являлся усыпальницей рода Пржемысловичей. Лишь позднее члены правящей династии были перезахоронены в соборе св. Вита.
С момента основания Георгиевский монастырь считался княжеским. Князь оставлял за собой право надзора за монастырём и конвентом. Такая политика, с одной стороны, позволяла монастырю занимать исключительное положение среди богемских монастырей, а с другой — означала и некую форму ограничения и препятствие на пути к полной независимости. Женщины рода Пржемысловичей часто лишались должности настоятельницы, иногда ценой принудительного отречения от церкви — например, в 1302 году аббатисса Жофия ушла в отставку в пользу Кунгуты. Несмотря на эту связь с правящим домом, настоятельницы Георгиевского монастыря были полноправными управляющими храмом, монастырем, конвентом и всем связанным с ним имуществом.

### XI—XII века
Период XI века из истории монастыря известен мало. Во второй половине века конвент стремился к канонизации княгини Людмилы, которая была похоронена здесь в 925 году, и культ которой рос всё сильнее. Монастырь был средоточием этой традиции, и многие верующие совершали сюда паломничество.
Во время осады Пражского Града в 1142 году монастырские здания и церковь были сильно повреждены огнем, и сестрам пришлось бежать. Прибежище они, вероятно, нашли в церкви Иоанна Крестителя под Петржином. В 1145—1151 годах обширный ремонт был произведен под руководством аббатиссы Берты, которую в связи с большим размахом восстановительных работ называют второй основательницей монастыря (secunda fundatrix). За время ее пребывания, вероятно, была отремонтирована большая часть поврежденных монастырских построек, церковь получила две высокие белые башни, которые формируют современный силуэт монастыря, и были построены другие монастырские здания, например, длинный Дормиторий. К этому периоду, вероятно, относятся и большие фрески, сохранившиеся лишь в фрагментах.
Среди прочих событий XII века отмечены: оформление вышитых литургических нарядов 1151 года, которые были изготовлены по просьбе епископа Йиндржиха Здика в качестве подарка для папы Евгения III, а также отправка учредительной конвенции в Теплице. О высоком статусе монастыря в XII столетии свидетельствует постановка пасхальных драматических пьес, в которых женские роли исполнились не мужчинами, а аббатисами и сёстрами. Мужские роли исполняли священники и дьяконы.

### XIII век

#### Период правления аббатисы Анежки Пршемысловны
Реставрация базилики приходится на период правления аббатисы Анежки Пршемысловны, дочери князя Владислава II, которая стояла во главе монастыря с 1200 по 1228 год. К этому времени относится упоминание строительства арочного флигеля, который связывал
церковь св. Вита, базилику св. Георгия и однонефную романскую церковь, останки которой ныне находятся под штукатуркой третьего двора Пражского града. При аббатисе Анежке также была построена часовня святой Людмилы и тимпан с изображением восседающей на троне Девы Марии с младенцем Иисусом на коленях.

#### Появление скриптория
С XIII веком также связано учреждение скриптория. Вероятно, его появление относится к 1294 году. Создание рукописей в это время уже очевидно, а некоторые рукописи и литературные произведения возникли уже во второй половине XII века.
Во времена учреждения скриптория аббатисой была Жофия, предшественница Кунгуты Пржемысловны. Когда точно она стала аббатисой неизвестно, предположительно это случилось всего за год до её отречения в пользу Кунгуты, то есть в 1302 году. Важным моментом является то, что Жофия была чешского происхождения и, вероятно, привела писаря также чешского происхождения, что позволило перевести наиболее распространенные молитвенные тексты на чешский язык.

### XIV век

#### Период правления аббатисы Кунгуты
Самым значительным периодом существования монастыря считают года, когда им управляла аббатиса Кунгута. Она вступила в должность аббатисы после отречения Жофии от церкви и оставалась на ней до самой своей смерти 26 ноября 1321 года. Кунгута Пржемыслова, дочь царя Пржемысла Отакара II и Кунгуты Угерски, родилась около 1265 года. В 1277 году отец оставил её, уйдя в монастырь св. Франциска в Праге (позднее монастырь святой Анежки), вероятно, для того чтобы не выполнять обещание, который он дал за год до этого Рудольфу Гамбуржскому, в соответствии с которым Кунгута должна была выйти замуж за сына Рудольфа Гартмана. Её духовное предназначение изменил в 1291 году её брат, король Вацлав II, когда он решил выдать её за муж за Мазовского герцога Болеслава, своего союзника. Кунгута не был счастлива в этом браке, поэтому в XIII веке она возвращается со своей младшей дочерью в Пражский двор. 22 июля 1302 Кунгута даёт обет, а чуть позже посвящается в должность аббатисы.
Кунгута создала благоприятные условия для книжного производства. В эту эпоху скрипторий выпустил большинство рукописей. Среди рукописей, помимо распространенных форм бревиарий и антифонарий, есть также различные тексты с религиозной тематикой, с акцентом на мистику и культ Девы Марии. Три расписанных рукописи сегодня находятся в библиотеке художественного музея в Праге. Влияние пржемысловского скриптория Кунгуты продолжилось на протяжении XIV века до гуситских войн.
Кунгута приобрела ряд привилегий и уставов для монастыря, которые способствовали его имущественному процветанию и возвышению правового статуса. Также монастырь благодаря паломничеству получал средства для покупки богато украшенных произведений искусства. Две реликвии, покрытые золотом панели из серебра и украшенные драгоценными камнями, жемчугом и хрусталем, после упразднения монастыря попали в монастырскую базилику Вознесения Девы Марии в Страгове.

### Период Карла IV
Император Карл IV, который хотел утвердить преемственность Пржемысловичей, укрепил исключительное положение монастыря. Права аббатисы он закрепил в золотой Булле. Он присвоил ей титул княжны и право сопровождать будущую королеву на коронации. Он также продвигал культ святой Людмилы. Об этом свидетельствуют многочисленные подарки монастырю, в том числе серебряная герма святых, которая сегодня находится в экспозиции Национальной галереи в Анежском монастыре.
Аббатиса Елизавета в 1364—1378 годах завершила реконструкцию часовни Людмилы до современной готической формы. Алтарь часовни освятил в 1371 году архиепископ Ян Очко.
Около 1350 года был основан еще один пражский бенедиктинский монастырь — монастырь св. Духа. Непосредственное влияние Георгиевского монастыря на новое учреждение можно предполагать, даже если свидетельства этому в современных источниках отсутствуют. Во второй Пражский монастырь поступали в основном дочери простолюдинов. После гуситских войн он был передан реформаторской партии, постепенно пришел в упадок и во второй половине XVI века был переведен под управление монастыря св. Георгия. Это произошло, вероятно, по просьбе настоятельницы Юдиты Эйбинштолеровы из Эйбенштола, которая находилась во главе монастыря св. Георгия в период 1567—1600 годов. Также перешла в архив и богатая библиотека монастыря св. Духа, в котором существовала книго-писательская школа.

### Период гуситства
До гуситских войн монастырь был одним из самых богатых учреждений в Богемии. Это был самостоятельный политический и экономический центр с обширной земельной собственностью. Гуситские войны ознаменовали решающий поворотный момент в его истории, ибо монастырь был разорен, конвент вынужден был бежать, а монастырские владения были проданы после того, как аббатиса Кунгута Коловратская (1386—1401) отказалась подписать Базельские Компакты.

### Развитие после гуситских войн
XVI век был периодом усилий по восстановлению монастыря, которые исходили прежде всего от правящего двора. Одним из наиболее важных памятников этого периода является ренессансный портал приблизительно 1515 года, который расположен над южным входом в базилику и изображает св. Георгия убивающего дракона. В 1541 году монастырь сильно пострадал от пожара, большинство зданий было полностью разрушено. После длительных ремонтных работ, придавших монастырю его нынешний поразительный ренессансный облик, часть монастыря использовалась как оружейная.

### XVII век
Другие крупные преобразования произошли в 1608—1612 годах, когда аббатиса Софи фон Хельфенбург устроила большой хор для монахинь в западной части главного нефа. За время ее пребывания в монастыре библиотека была пересмотрена, и большая часть старых текстов получила новый барочный переплет. При этом часто искажались тексты и иллюстрации. Переплеты того времени придали большинству сохранившихся рукописей сегодняшний вид.
После 1650 года оружейная палата была возвращена конвенту, а семь лет спустя началась фундаментальная раннебарочная реконструкция монастыря, которая продолжалась с перерывом до 1680 года. Она была завершена под руководством аббатисы Анны Мехтиды Швейсовой, которая управляла монастырем в 1671—1691 годы, и настояла на расширении монастыря, ремонте монастырских башен и западного фасада.

### XVIII век
К первой половине XVIII века относится единственное полное изложение истории монастыря. По поручению аббатисы Франтишки Елены Пиеронианы из Галиана гуманитарий Иоганн Флориан Хаммершмидт написал её в 1715 году. Среди многочисленных небольших построек XVIII века выделяется часовня святого Яна Непомуцкого (построена 1717—1722), строительство которой приписывается Францу Максимилиану Каньке.
История монастыря закончилась 7 марта 1782 года, когда был издан Императорский указ о его закрытии. Указ вызвал негодование общественности, пражане требовали возобновления работы монастыря, однако здания были переданы в собственность военных, внутри были оборудованы казармы и право аббатисы короновать чешскую королеву перешло к настоятельнице соседнего Института дворянских девиц.

## Выставочные площади
Помещения в 1969—1975 годах были адаптированы для выставочных целей Национальной галереи по проекту архитектора Франтишка Кубра. В помещениях были размещены экспозиции чешского средневекового искусства и чешского искусства XIX века. Экспозиция средневекового искусства позже была перенесена в Анежский монастырь. В 2012 году из-за плохого состояния здания выставка искусств XIX века была закрыта и перемещена в хранилище с запланированным будущим открытием в Сальмовском дворце. На данный момент пространство, требующее масштабной реконструкции, используется церковными выставками.